# Harriet, la spia
Harriet, la spia (Harriet the Spy) è un film del 1996 diretto da Bronwen Hughes. È tratto dal libro Professione? Spia! di Louise Fitzhugh.

## Trama
L’undicenne Harriet Welsch vive con i genitori e la tata, unica a conoscenza che è una giovane spia, ed è la migliore amica di Simon "Sport" Rocque e Janie Gibbs. Quando gli amici scoprono che Harriet è una spia, cominciano a prenderla in giro; alla fine, però, Harriet riesce a far pace con Sport e Janie.

## Distribuzione

### Messa in onda
- 10 luglio : 1996 negli Stati Uniti (Harriet the Spy)
- 9 gennaio : 1997 in Australia e Nuova Zelanda
- 16 gennaio : 1997 a Hong Kong
- 6 febbraio : 1997 in Germania (Harriet, die kleine Detektivin)
- 21 febbraio : 1997 in Irlanda e Regno Unito
- 10 giugno : 1997 in Ungheria (Harriet, a kém)
- 9 luglio : 1997 in Francia (Harriet la petite espionne)
- 16 luglio : 1997 in Kuwait
- 15 agosto : 1997 in Italia (Harriet, la spia)

## Accoglienza
Il film ha guadagnato negli Stati Uniti 6 601 651 dollari nel primo weekend, con una media di 3 615 dollari per schermo. L'incasso totale è stato di 26 570 048 dollari.

## Remake
Nel 2010 è stato fatto un remake andato in onda su Disney Channel con protagonista Jennifer Stone intitolato Harriet the Spy.